# Musculus detrusor vesicae
Als Musculus detrusor vesicae (lat.-anat.; ‚Austreiber der Harnblase‘) wird das kräftige Muskelsystem bezeichnet, das die Harnblase umgibt bzw. einen Teil dieser bildet. Der glatte Muskel besteht aus drei Schichten (Straten):
- einer äußeren Längsmuskelschicht (Stratum longitudinale externum),
- einer mittleren Schicht mit zirkulär (kreisförmig) verlaufenden Faserzügen (Stratum circulare) sowie
- einer inneren, an der Lamina propria anliegende Längsmuskelschicht (Stratum longitudinale internum).

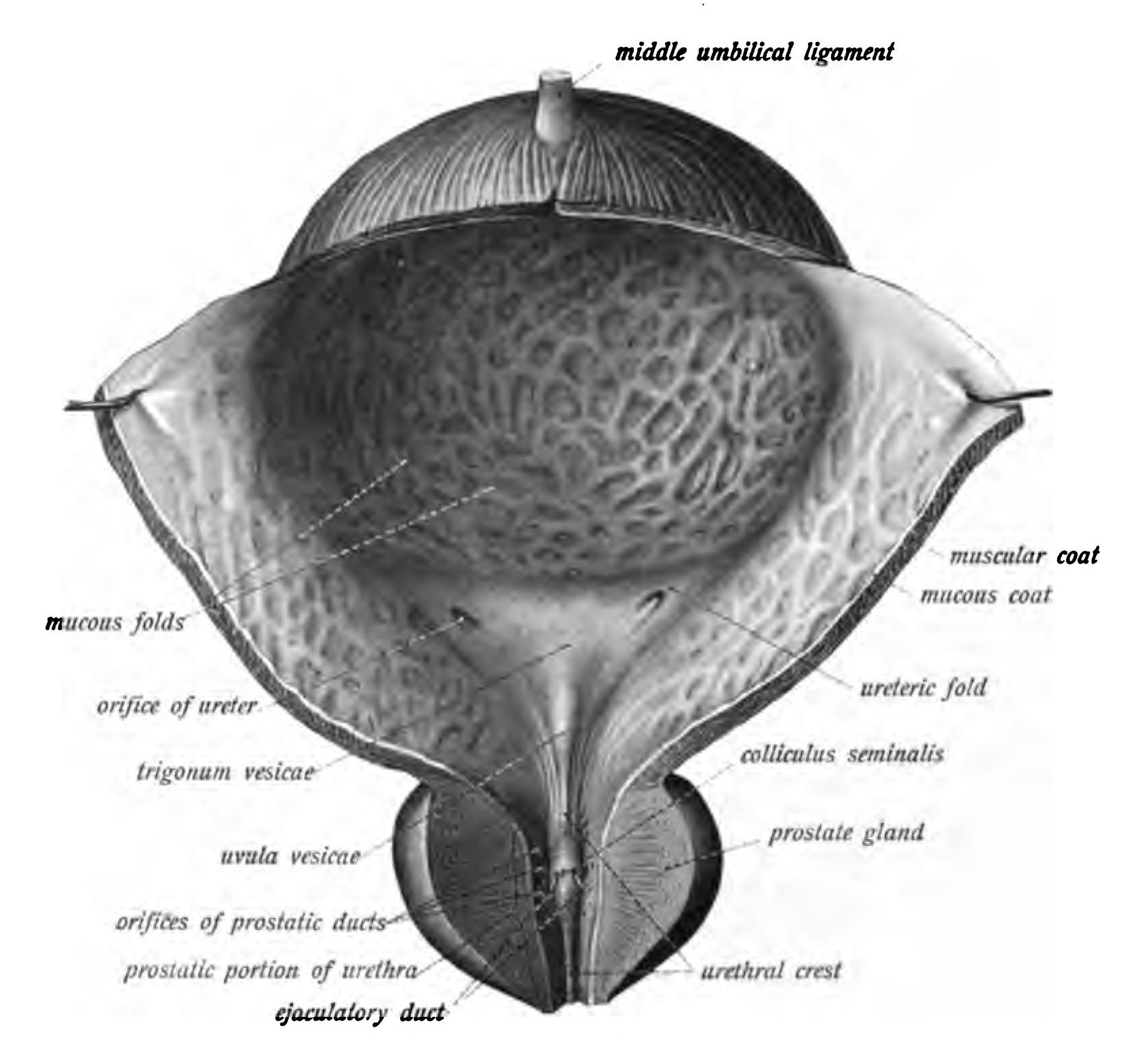
Teilweise eröffnete (freipräparierte) Harnblase des Mannes mit Blick auf die glatte Muskulatur des Detrusor

Während die mittleren zirkulären Muskelzüge den Blasenausgang nicht erreichen, konvergieren die längsverlaufenden Fasern zur Harnröhre (Urethra) hin, wobei deren innere Längsmuskelschicht von einer Stratum longitudinale internum und deren äußere zirkuläre Muskelschicht von einer Stratum longitudinale externum gebildet wird. Außerdem gehen einzelne Muskelzüge des „Austreibers“ in die Haltebänder Ligamentum pubovesicale und Ligamentum puboprostaticum über.
Eine entscheidende Rolle spielt der Musculus detrusor vesicae bei der Blasenentleerung (Miktion). Durch Signale des Parasympathikus (über den Nervus pelvinus) kommt es zur konzentrischen Anspannung des Muskelsystems, wodurch der Blaseninhalt unter Druck gesetzt wird. Zudem wird der Musculus detrusor vesicae durch einen intrinsischen Nervenplexus beeinflusst, der in der Blasenwand liegt und seinen Tonus an den Füllungszustand der Harnblase anpasst.